# Bouteille de bière
Pour les articles homonymes, voir bouteille (homonymie) et Bière (homonymie).
Vous pouvez aider à l'améliorer ou bien discuter des problèmes sur sa page de discussion.
- Il ne cite pas suffisamment ses sources. Vous pouvez indiquer les passages à sourcer avec {{référence nécessaire}} ou {{Référence souhaitée}}, et inclure les références utiles en les liant aux notes de bas de page. (Marqué depuis mars 2021)
- Il contient une ou plusieurs listes. Le texte gagnerait à être rédigé sous la forme d’un ou plusieurs paragraphes synthétiques, afin d’être plus agréable à lire. (Marqué depuis mars 2021)

- Archive Wikiwix
- Bing
- Cairn
- DuckDuckGo
- E. Universalis
- Gallica
- Google
- G. Books
- G. News
- G. Scholar
- Persée
- Qwant
- (zh) Baidu
- (ru) Yandex
- (wd) trouver des œuvres sur Wikidata

Une bouteille à bière est une bouteille spécialement adaptée afin de contenir de la bière, c'est-à-dire une boisson hautement gazéifiée, fermentant encore souvent en bouteille, fragile à l'exposition à la lumière, et nécessitant diverses tailles de contenance afin de s'adapter aux profils de consommation. Depuis le XVIe siècle, on use de bouteilles en verre épais (afin de pouvoir résister à la pression) et foncé à cette fin, bien que la céramique ait longtemps dominé et qu'aujourd'hui, le plastique ou l'aluminium la remplace de plus en plus. Le choix d'un type de bouteille est donc crucial pour la conservation, le transport et la commercialisation de la bière. Depuis le XXe siècle, ces bouteilles sont aussi prisées afin de pouvoir être lavées et réutilisées.
L'embouteillage est une opération complexe nécessitant de multiples opérations dans des conditions d'aseptisation : triage et dégroupage des bouteilles en palettes, rinçage à l'eau ou à l'air, remplissage avec la bière et un peu de gaz inerte (CO2 ou azote) pour éviter l'oxydation du contenu, étiquetage, fermeture ou bouchage, empaquetage.
Les bouteilles de bière sont commercialisées soit à l'unité soit en pack de 6, 12 ou 24, soit en caisse de 9, 10, 11, 20 (pour les 50 cl) et 24, 25 ou 30 (pour les 33 cl). Elles sont parfois consignées.

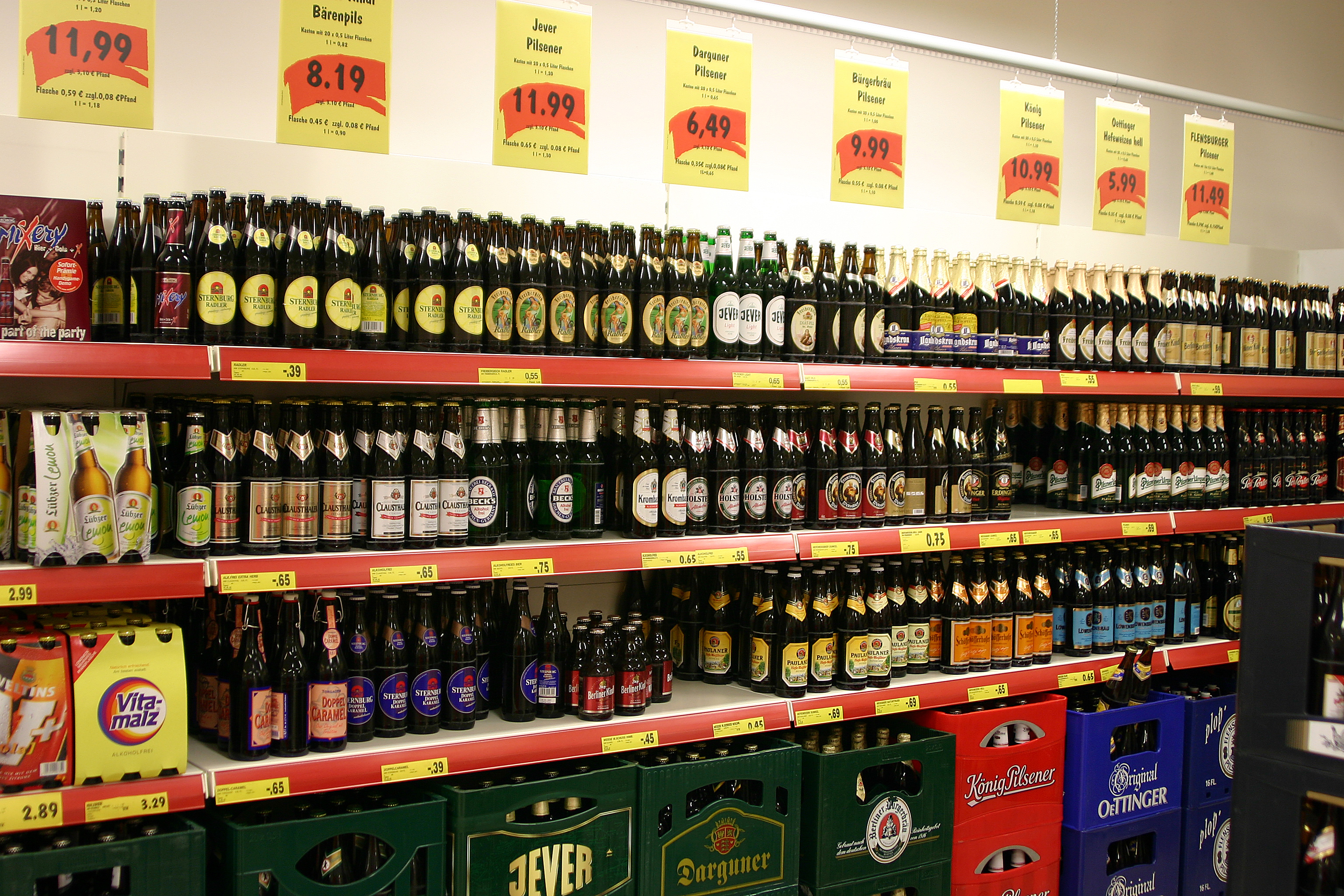
Assortiment de bouteilles et caisses de bière

## Taille et forme

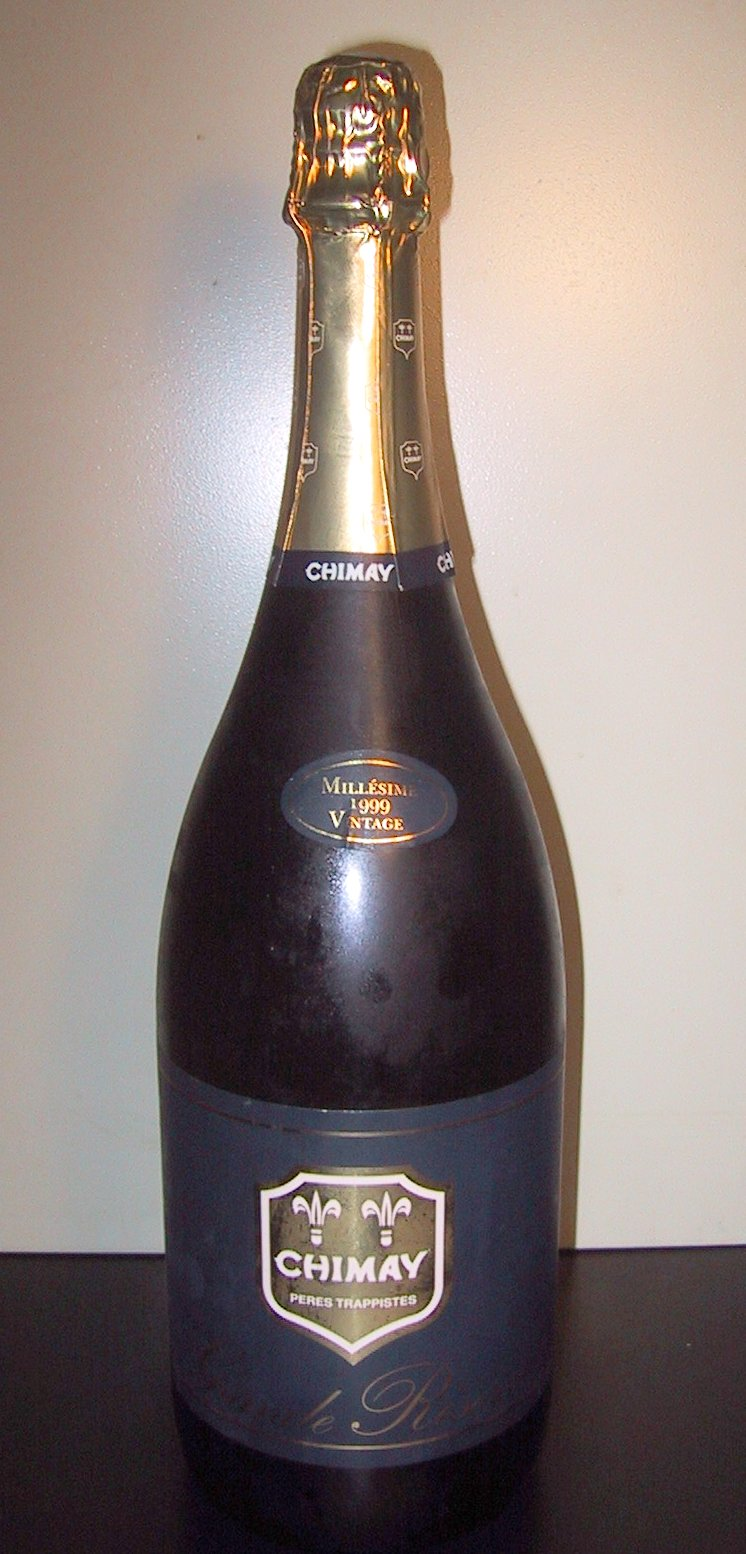
Magnum belge.

Il existe de nombreuses formes et tailles de bouteilles à bière dans l'ensemble des pays du monde, qui ont chacun des standards différents et des préférences de consommation diverses. Toutefois, les petites bouteilles, souvent appelées canettes, ont dominé le marché durant les années 1962 à 1986 afin de réduire les pertes liées à la casse et afin de standardiser le tri, l'embouteillage ou le recyclage, bien qu'il en existe des dizaines de variétés. À l'origine, ce terme ne désignait que les bouteilles fermées au moyen d'un bouchon mécanique, mais très vite le terme s'est aussi appliqué de façon populaire à toutes les petites bouteilles encapsulées, à col court ou long, notamment à la suite de l'introduction des canettes métalliques dans les années 1930, qui représentaient une réelle menace pour l'industrie du verre.
Sa capacité varie selon les pays : entre 25 et 33 cl en Europe et 330 ou 375 ml aux États-Unis et 341 à 355 ml au Canada (et entre 80, 750 ml et 2,25 l en Australie pour la Darwin stuby). Ses avantages sont : une meilleure manipulation, moins de casse, gain de poids, gain de place, un centre de gravité plus bas assurant une meilleure stabilité. 

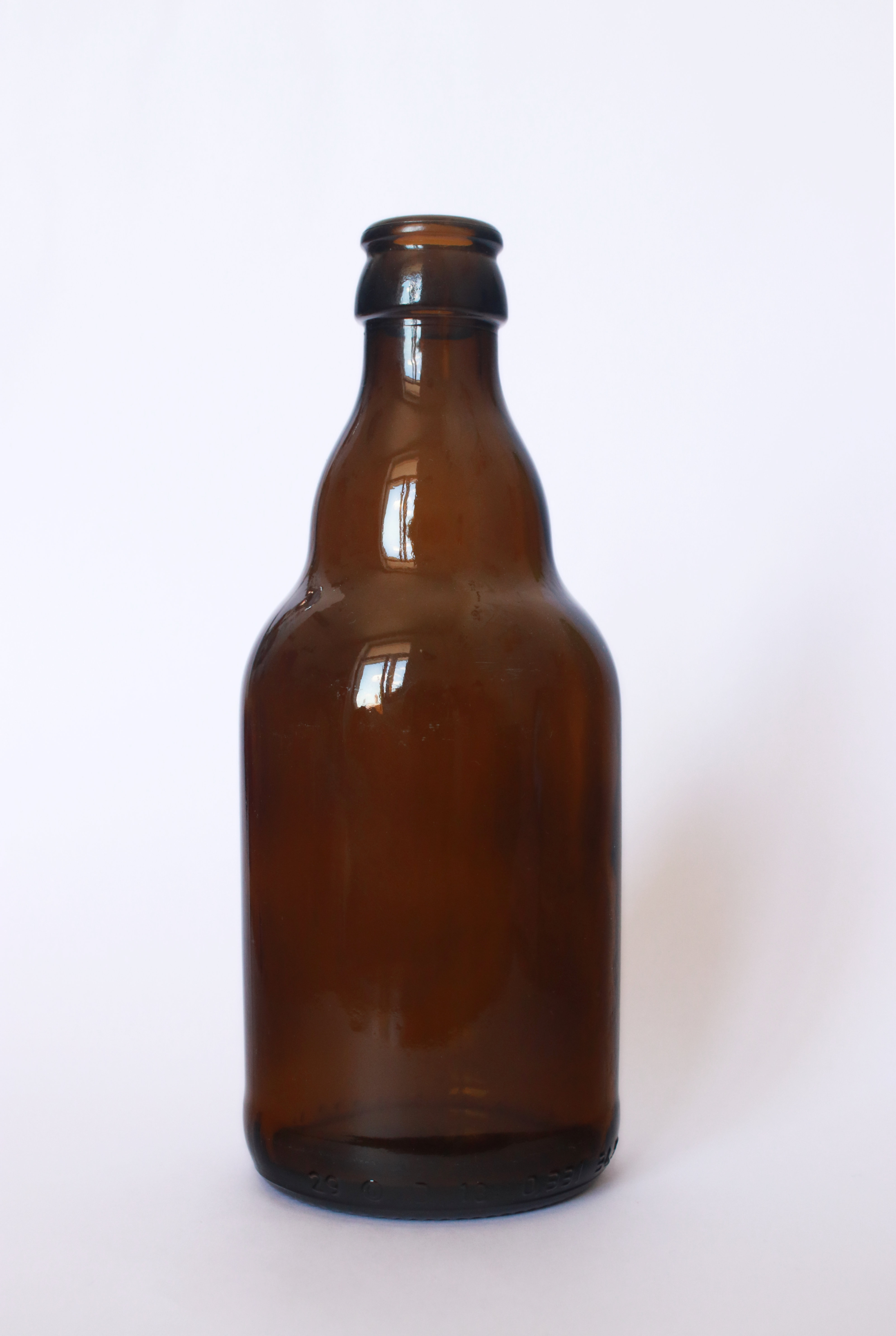
Une Steinie.

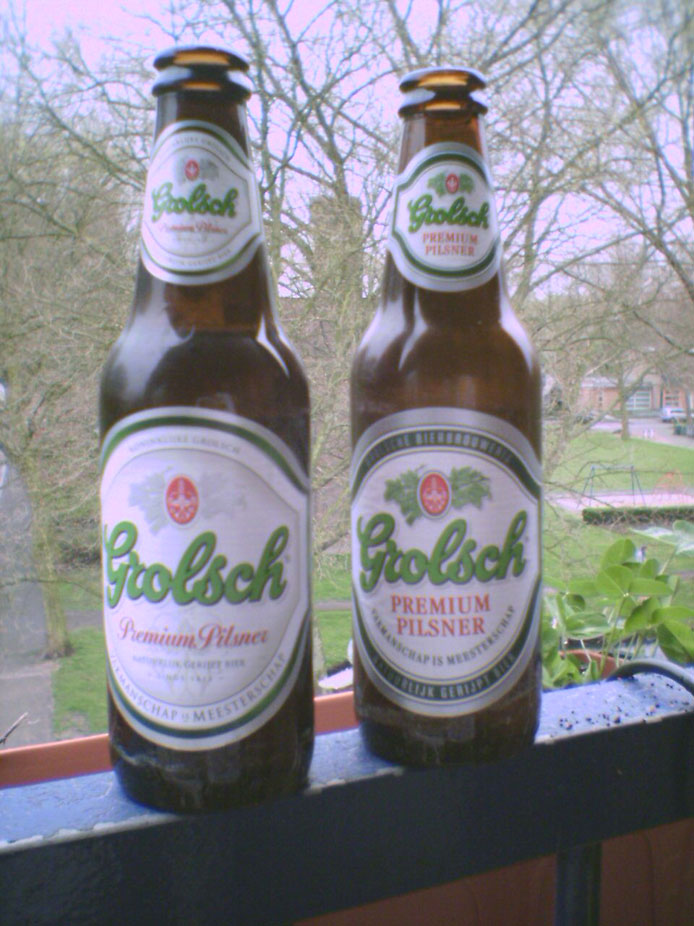
Pijpjes néerlandaises.

- En Allemagne, le standard est de 50 cl. L'Euro2-Flasche a prévalu jusqu'en 1989 ; depuis, la NRW-Flasche est apparue ainsi que les Longneckflaschen. On trouve aussi à moindre échelle des standards de 33 cl.
- En Autriche on trouve comme en Allemagne, des bouteilles consignées de 50 cl de forme NRW et appelées Patrone. On trouve aussi quelques canettes non consignées de 25 ou 33 cl.
- En Belgique on trouve des bouteilles de 25 à 33 cl avec un verre épais brun et un diamètre plus gros qu'ailleurs ainsi qu'une hauteur plus petite ; le modèle classique est la Steinie (trapue à col conique et verre brun, pour seconde fermentation en bouteille, quasi[3] toujours 33cl). Les bouteilles de 355 ou 375 ml sont réservées aux lambics. On trouve aussi des bouteilles d'1,5 à 3 l.
- Au Danemark, la canette de 33 cl est standard.
- En Espagne et au Portugal on trouve des canettes de 20, 25, 33, 50 cl ou d'1 l.
- En France on trouve des bouteilles de 25, 33, 50, 75 cl ou 1,5 l.
- En Italie on trouve des bouteilles de 33 à 66 cl.
- Aux Pays-Bas, les bouteilles ont une capacité de 300 ml et sont appelées De Nederlandse Bierfles ou pijpje.
- Dans les Pays de l'Est on trouve le standard allemand de 50 cl, mais pouvant aller jusqu'à 2,5 l.
- Au Royaume-Uni, le standard désigné sous le nom de London Brewers' Standard est en verre épais brun avec un col conique. La pinte (568 ml) et la demi-pinte (284 ml) sont les capacités les plus courantes, mais on trouve aussi la nip (1/3 de pinte) et la quart (2 pintes), notamment pour les barley wines. La plupart sont consignées. On trouve également de rares bouteilles en verre incolore de 500 ml. Depuis les années 2000, le standard est désormais de 500 ml.

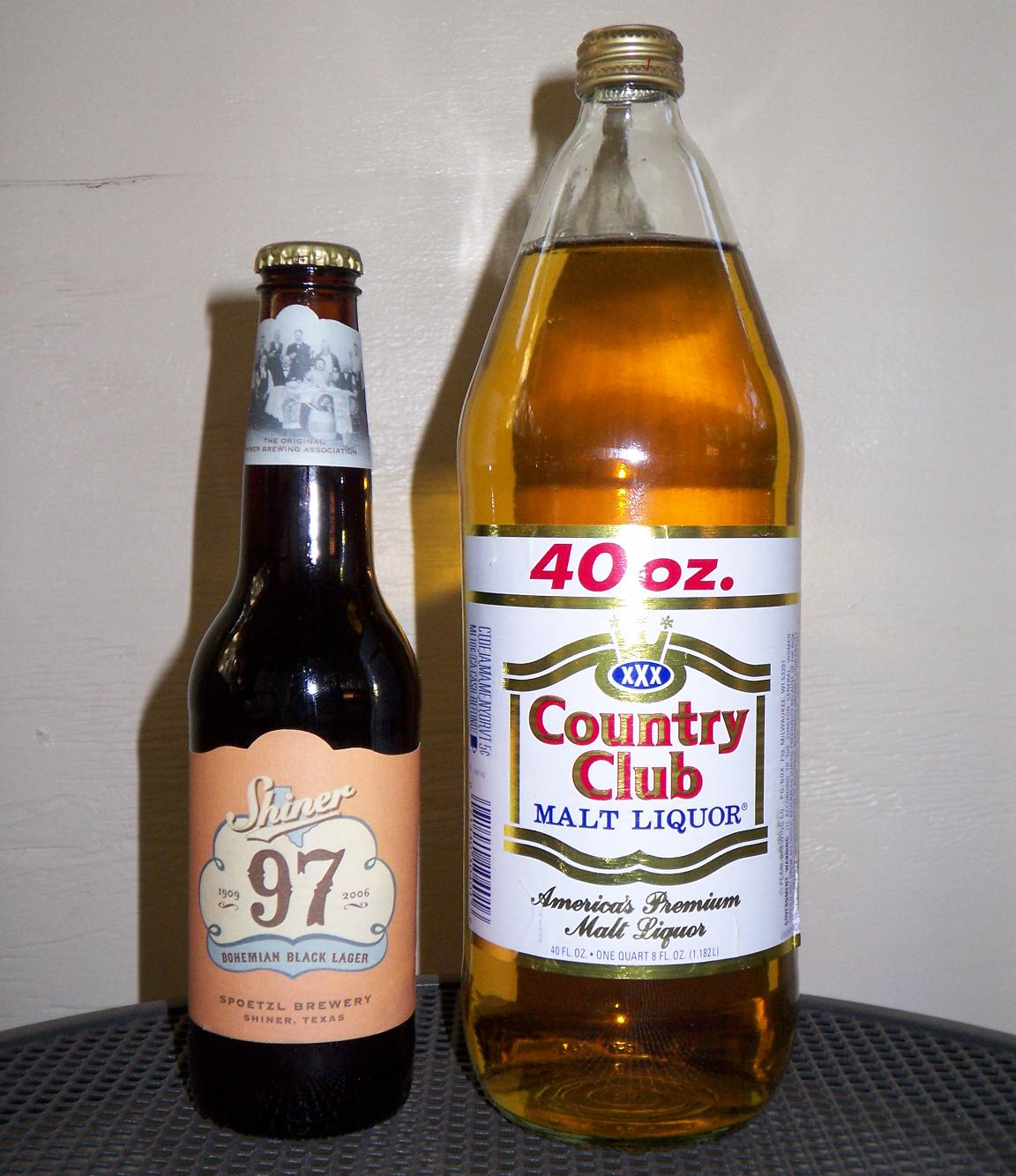
Longneck et forty.

- En Suisse on trouvait jusque dans les années 1990 des bouteilles consignées de 58 cl, voire d'1 l. Désormais le standard en termes de bouteille est de 25 ou 33 cl; de 50 cl pour les cannettes.
- En Asie du Sud-Est la capacité habituelle est de 70 cl.Growler américain.

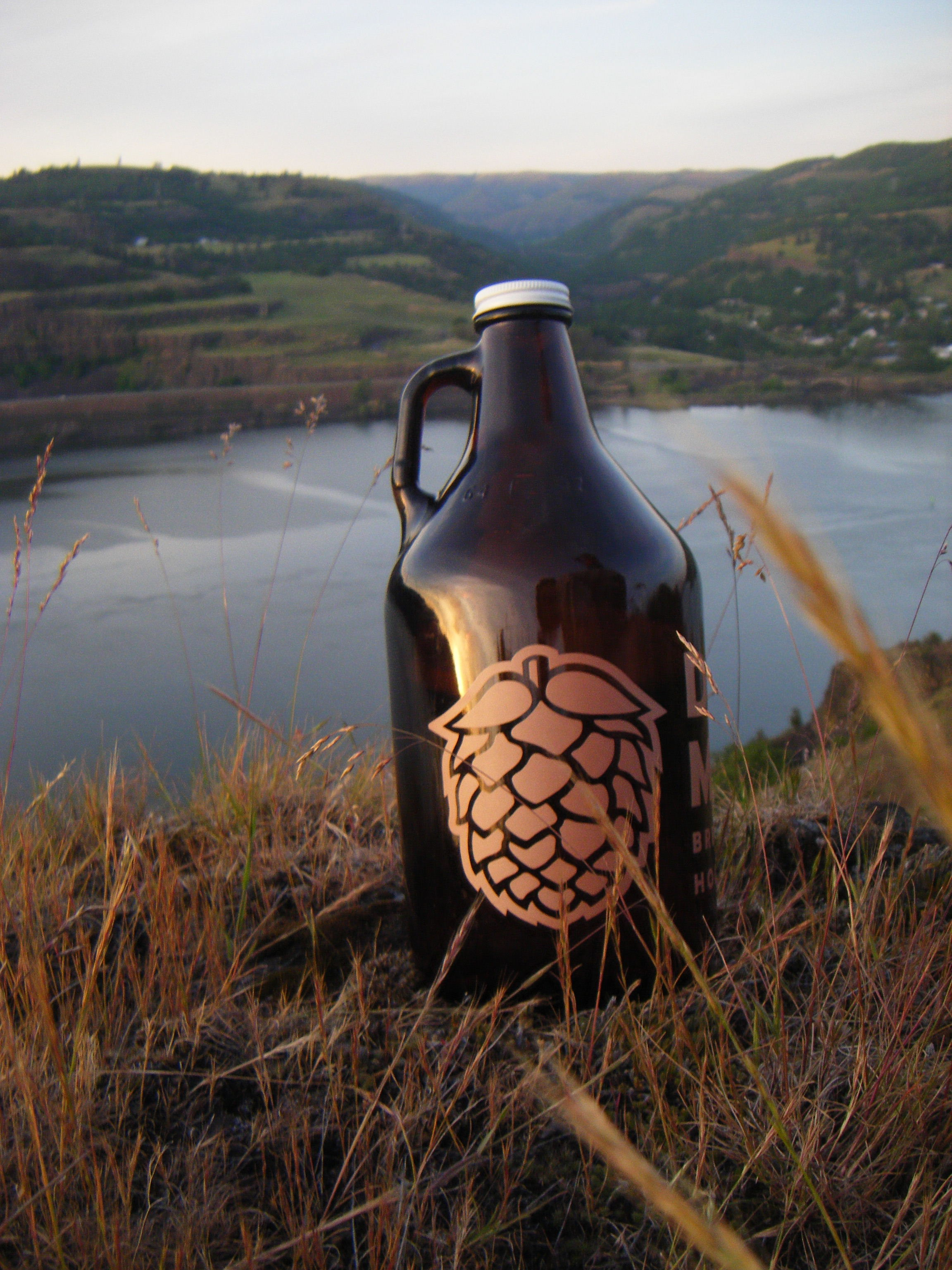
Growler américain.

- En Australie on trouve des bouteilles de 375 à 800 ml, tandis que le longneck concerne des bouteilles de 700 à 750 ml.
- En Argentine la bouteille standard est de 1 l en magasins, et de 33, 66 ou 75 cl dans les débits de boissons.
- Au Brésil les bouteilles ont une capacité de 60 cl en  général.
- Au Canada, les longneck de 341 ml sont appelées AT2 et sont désormais le standard depuis 1992.
- Aux États-Unis, on trouve divers standards, dont le Longneck, ou 'Industry Standard Bottle (ISB) ou North American longneck. Ces bouteilles ont typiquement un long col et ont toutes la même capacité, hauteur, poids et diamètre et peuvent être réutilisées jusqu'à 16 fois. Leur raison d'être consiste dans le coussin d'air du col réduisant les effets de la carbonation et réduisant le risque d'explosion. Les grandes bouteilles rocket ou bomber font 651 ml. Une forty est un terme argotique désignant une bouteille de 1183 ml utilisées pour les malt liquors. Un growler est une bouteille à anse de 1890 ml destinée au transport de la bière pression des bars ou brasseries (idem en Australie et au Canada) avec un bouchon à vis ou un bouchon mécanique ; ces bouteilles peuvent aussi servir au stockage de la bière et certaines ont un mécanisme permettant de remplacer le CO2 perdu.
- Au Mexique, les bouteilles de 940 ml sont appelées caguama ou ballenas.

## Couleur

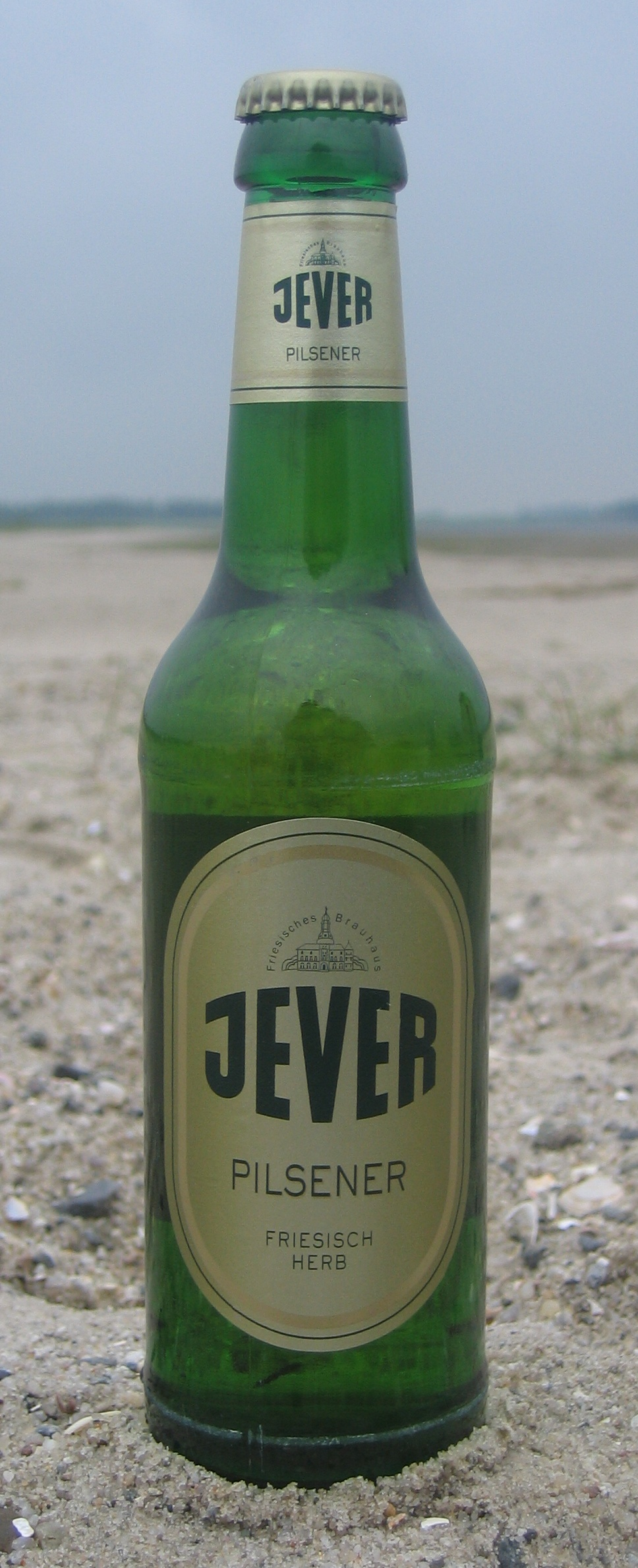
Bouteille de verre vert.

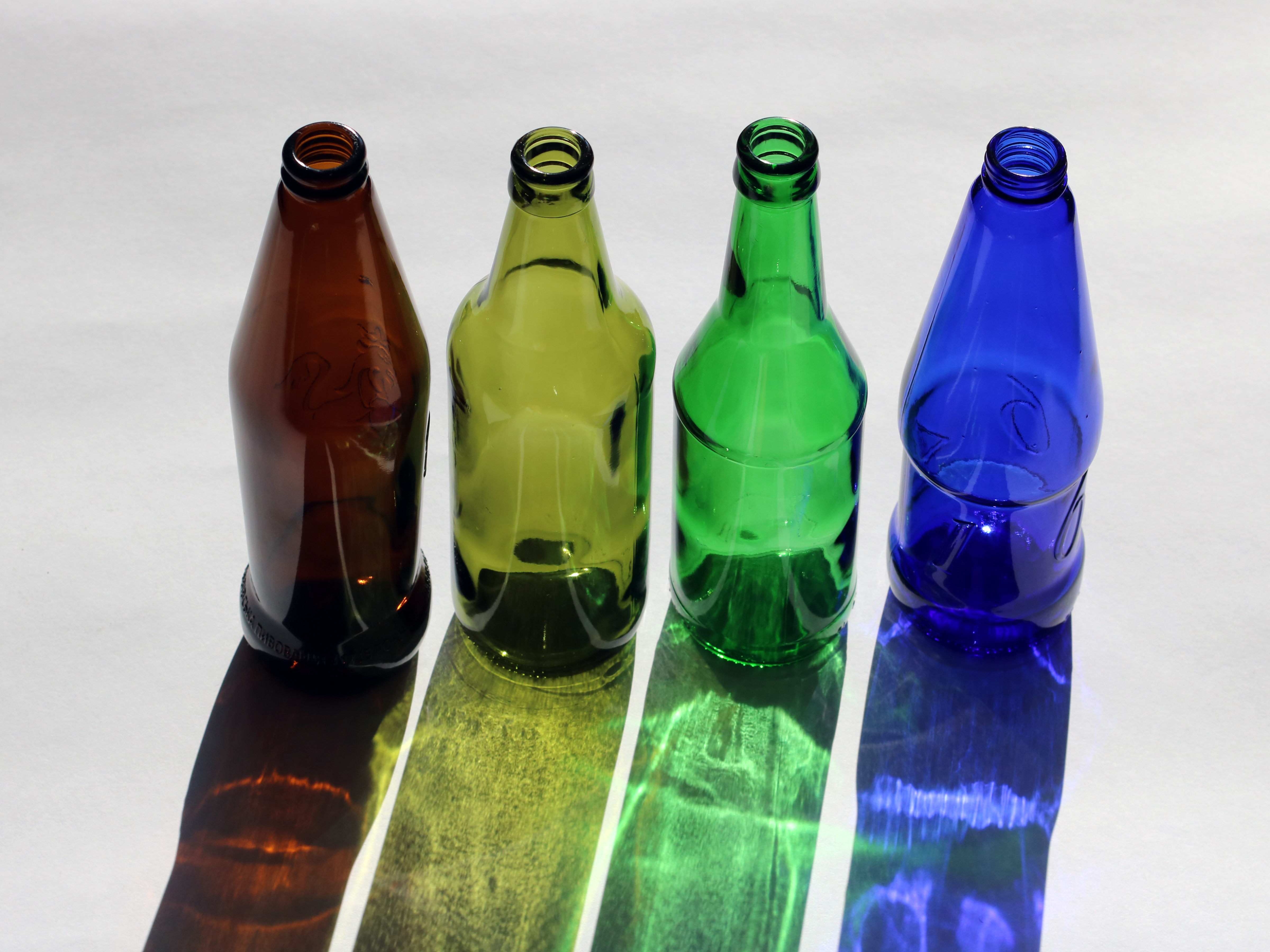
Bouteilles de bière colorées. Mars 2018.

Bien qu'il existe des bouteilles en verre incolore destinées en général à des bières ou des prémix à la couleur prononcée, l'usage habituel est plutôt au verre brun, voire vert. Les bouteilles en verre vert ont été longtemps produites dans les Pays de l'Est et en Chine jusque dans les années 1980.
Des recherches ont prouvé la rapide altération de la bière face à l'exposition de la lumière au travers de verre vert ou incolore, alors que le verre brun assure une protection suffisante. Des études ont en outre montré la préférence des consommateurs pour ce type de couleur (brun). Toutefois, bien des brasseries continuent de produire des marques avec des bouteilles en verre vert afin de se distinguer : Pilsner Urquell, Beck's, Jever, Heineken, Ottakringer...
De nouveaux matériaux sont employés afin de lutter contre la photo-sensibilité de la bière : des verres incolores contenant un oxyde métallique protégeant de la lumière et des ultraviolets qui provoquent la venue de riboflavine et détruisent l'isohumulone, une molécule qui contribue à l'amertume et qui dérive du houblon. La molécule résultante de cette transformation, la 3-méthylbut-2-ène-1-thiol est très similaire chimiquement et olfactivement à celle du thiol issu de la mouffette.
Certaines bouteilles sont recouvertes d'une fine pellicule métallique et certaines brasseries emploient également des extraits de houblon sans isohumulones afin d'éviter ce souci.

## Résistance
La stabilité d'une bouteille remplie fermée provient de sa contenance en alcool, du taux de CO2, de l’usure de la bouteille et de la hauteur de remplissage. Une bouteille de bière est exposée à de nombreux facteurs réduisant sa durée de service : 
- Désign : La géométrie, la forme et l'épaisseur de la bouteille ont une incidence sur la stabilité de la bouteille.
- Pression : La pression exercée par la carbonation à l'intérieur d'une bouteille hermétiquement fermée à 18 °C est entre 1,7 et 3 bars. Ce taux chute rapidement en cas de défaut de la bouteille. Le point noir de la résistance est la fermeture, qui elle, doit résister à une pression supérieure à 6 bars afin d'éviter toute explosion.
- Froid : La formation de glace (augmentant le volume par rapport à l'eau), bien que retardée par l'alcool, augmente la pression dans la bouteille, même en cas de diminution éventuelle de la température. Pour des raisons de sécurité, une bouteille de bière ne devra pas être refroidie en dessous de 2,2 °C. Même si la bière ne gèle pas, il y a risque d'un trouble permanent (turbide) car les protéines se dissolvent, ce qui n'est pas nocif, mais rend la bière inesthétique.
- Chaleur : Les bières avec 5,4 g/l de CO2 ont dans des conditions normales une pression interne de 2,2 bars. La pression interne d'une bouteille scellée et remplie, augmente avec la température ; cela est dû à la diminution de la solubilité du CO2 en solution aqueuse. De même, en cas de secousse on assiste à l'augmentation de la pression interne de même qu'avec les bières ayant un taux de CO2 supérieur. À 50 °C, une bouteille remplie et scellée atteint une pression interne d'environ 5 à 6,5 bars, ce qui augmente le risque de perte de CO2 par la capsule qui résiste normalement à une pression de 5 à 11 bars. Le danger d'éclatement n'est pas lié, mais ne peut être exclu. Tout mouvement d'une telle bouteille chaude favorise une augmentation rapide de la pression interne qui se concentre sur la capsule qui soit fuit soit résiste et alors la pression peut engendrer l'explosion de la bouteille à la moindre faiblesse du verre. Dans ce contexte, il convient de noter que les changements de température augmentent le goût de la bière.[réf. nécessaire]Rocket widget

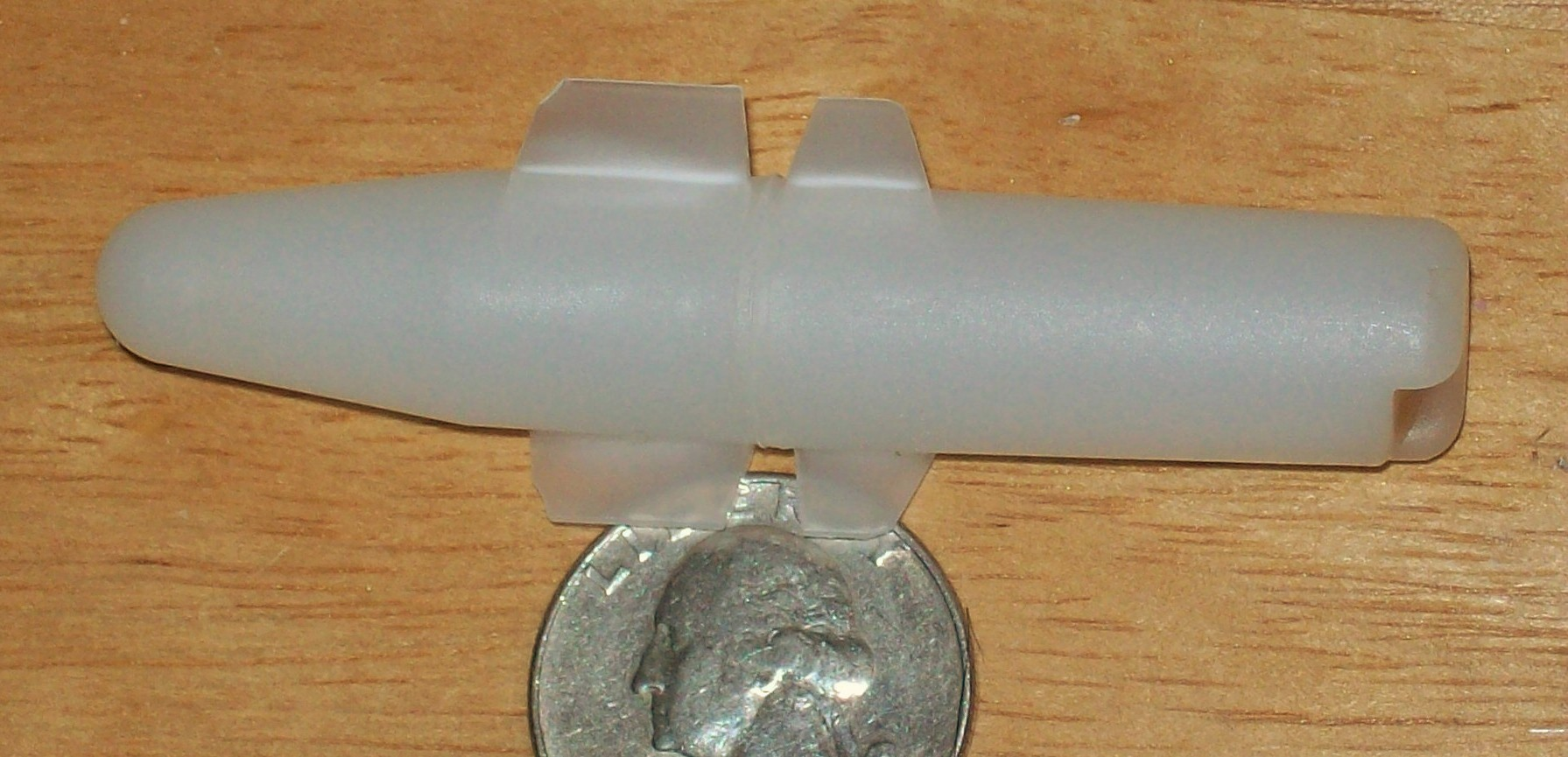
Rocket widget

## Widget

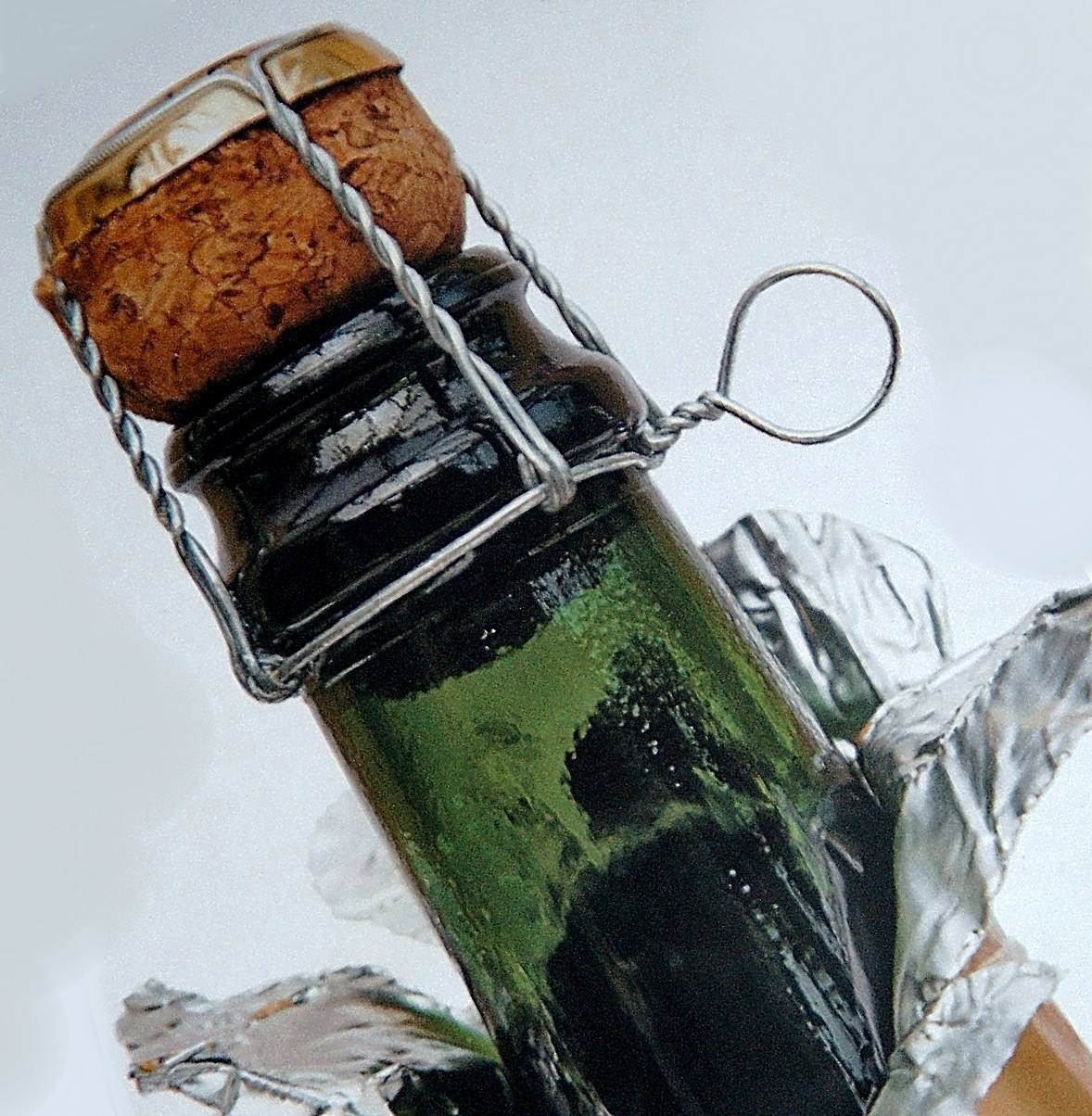
Plaque de muselet

À la suite des demandes de certains consommateurs (cf. CAMRA), certaines bouteilles de bière ont un mécanisme appelé widget permettant de reproduire la qualité de mousse d'une bière pression tirée à la pompe à bière. Il s'agit d'un petit dispositif placé dans la bouteille telle une cartouche contenant du gaz inerte (CO2 et azote). Lors de l'ouverture de la bouteille, ce gaz est libéré, augmentant l'aération de la bière et la mousse. C'est la brasserie Guinness qui a lancé le rocket-widget dans les années 1980 en même temps que celui destiné aux canettes métalliques.

## Fermeture
Les bouteilles de bière sont fermées à l'aide de divers mécanismes : 
- à usage unique :capsule  ou bouchon de bouteille en liège avec plaque de muselet. Parfois une combinaison des deux est possible : capsule et bouchon de liège pour les lambics. Ou encore un dispositif de pull-off emprunté aux canettes métalliques chapeaute une capsule, augmentant ainsi ses performances. Bien souvent un emballage métallique complète la fermeture.
- à usage multiple : capsule à vis ou bouchon mécanique (beugel germanique, swing top, lightning stoppers anglo-saxon).

## Étiquetage
Une étiquette de bière et une collerette sont collées sur la bouteille afin d'en faciliter l'identification et afin d'informer le consommateur. C'est alors un produit en soi vantant une marque.

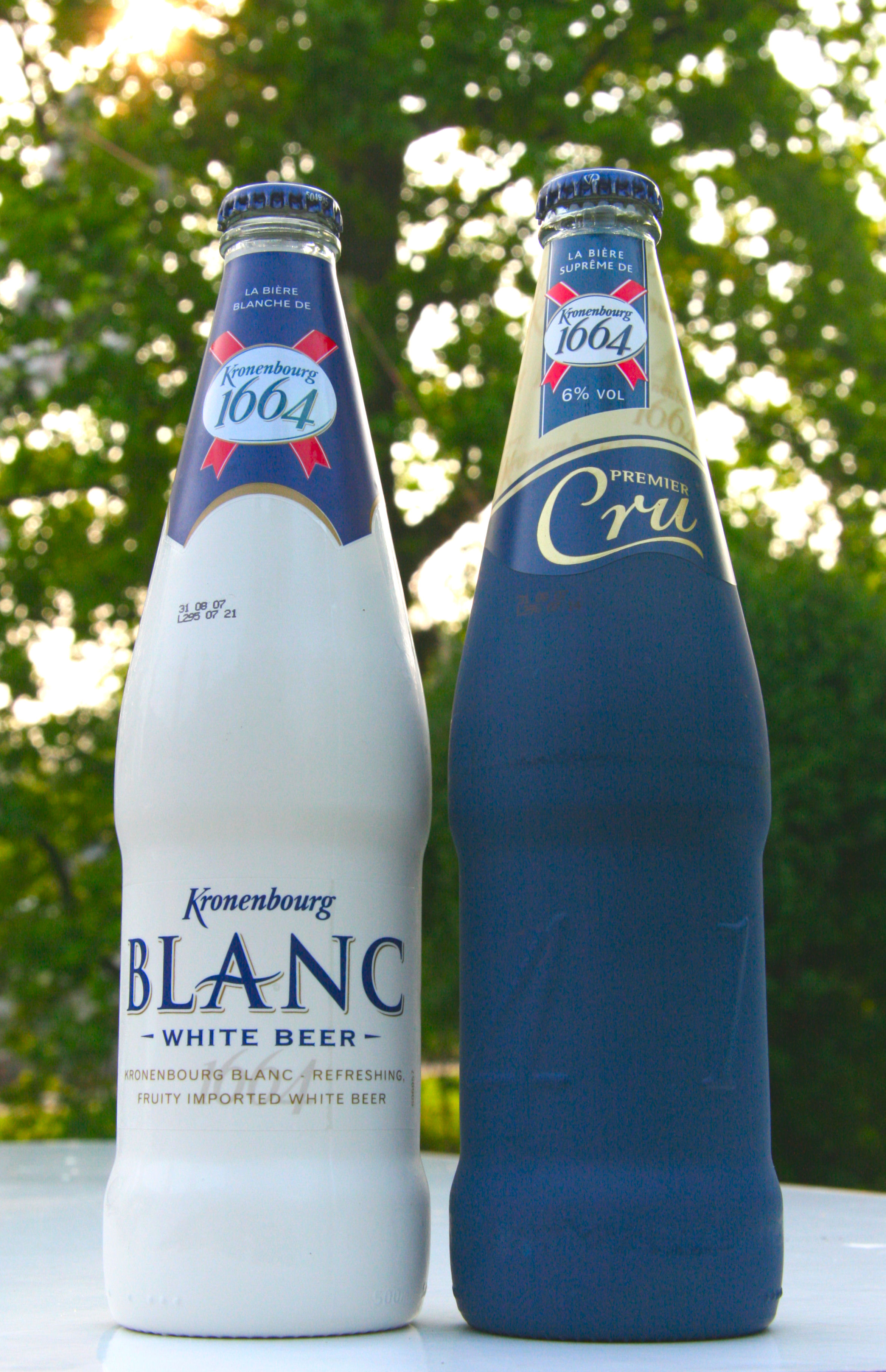
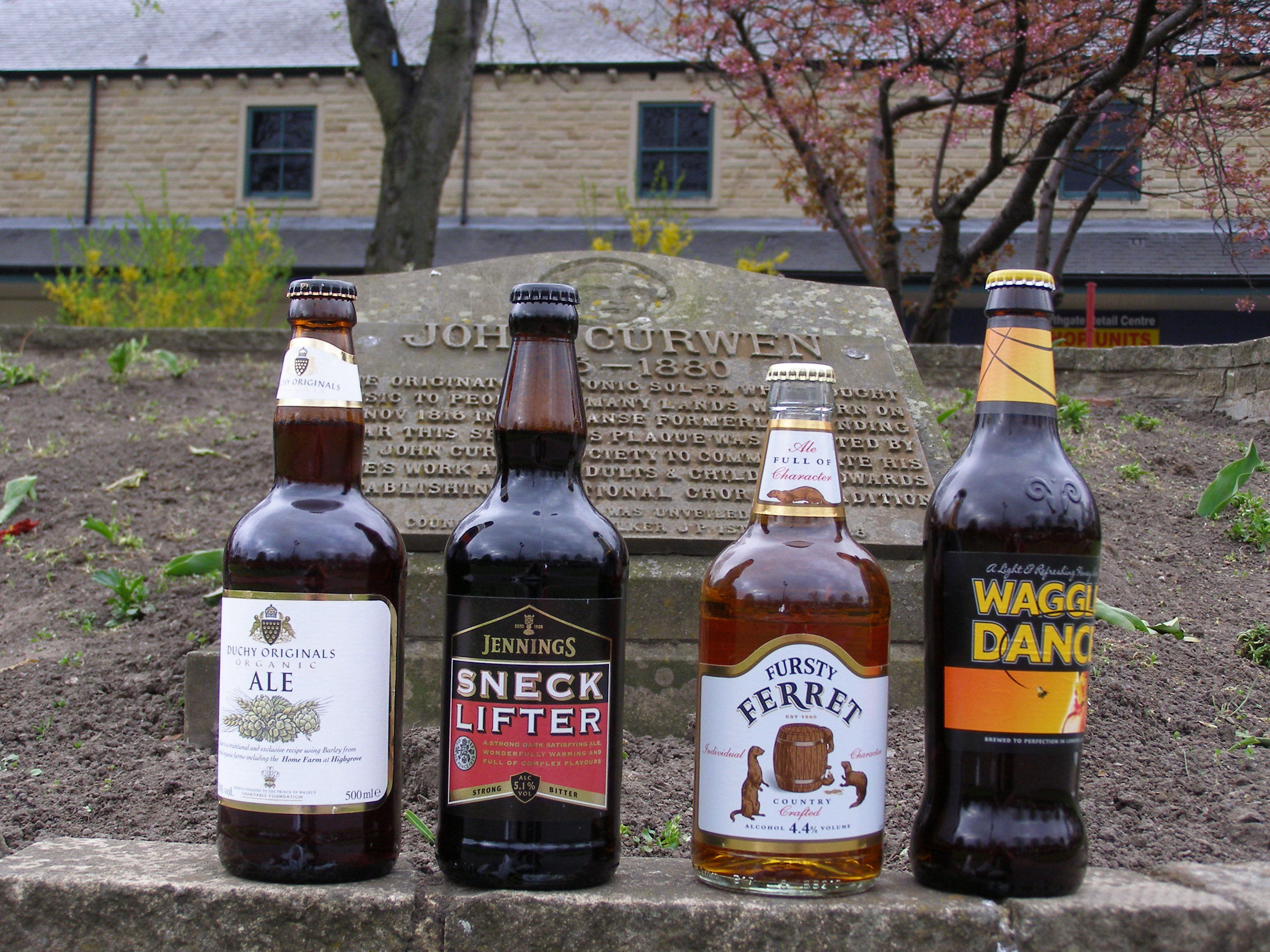
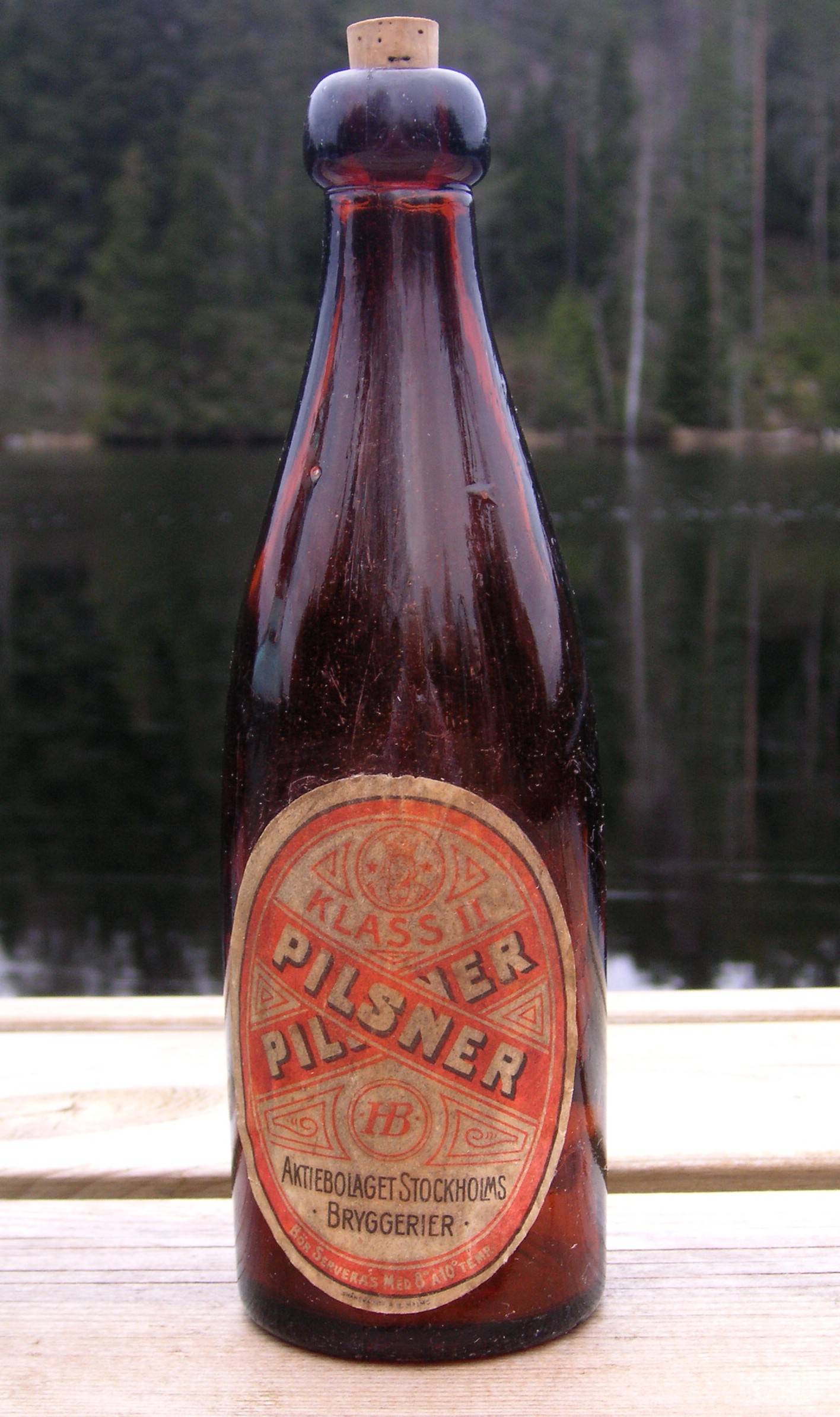
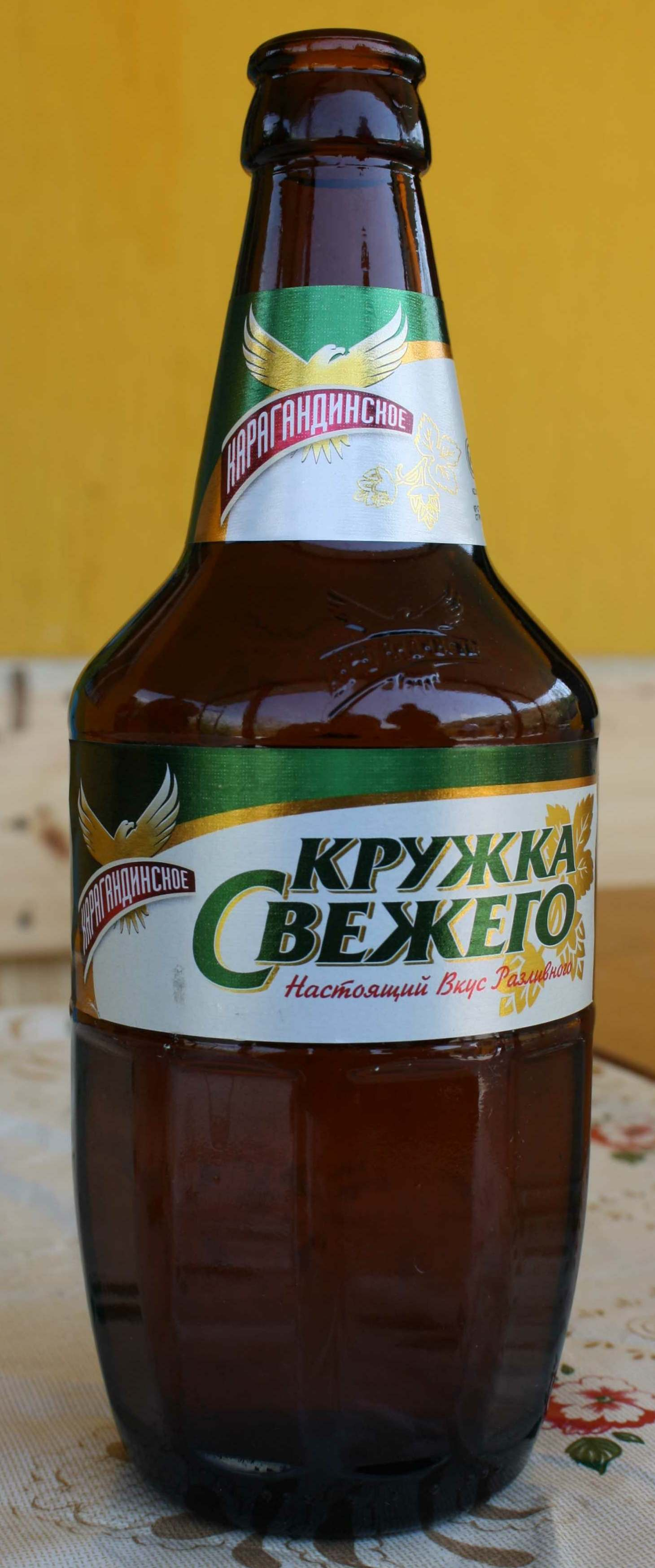
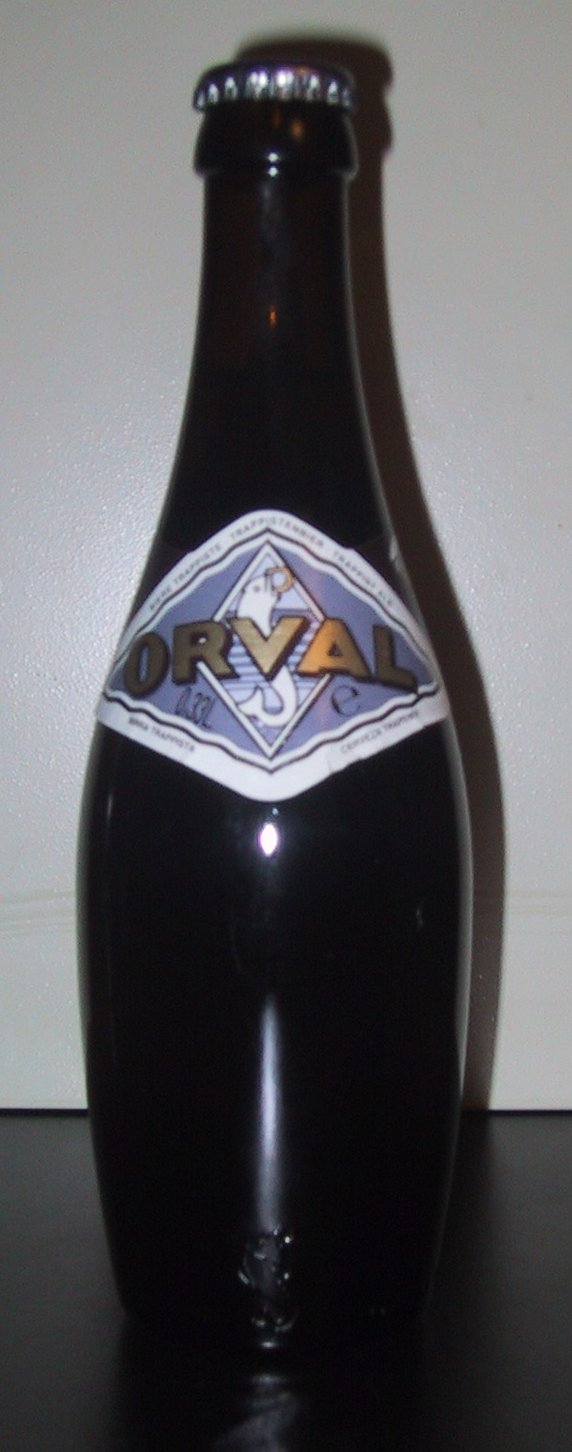
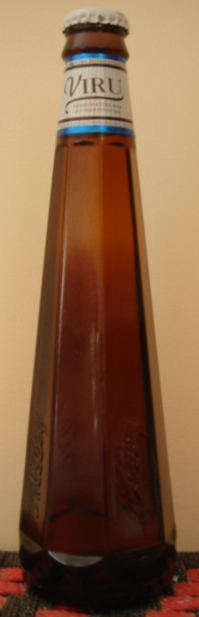

## Réemploi et recyclage
Pour des raisons économiques et écologiques, la plupart des bouteilles sont consignées et réutilisées :
- Réemploi : Si le taux moyen de réutilisation d'une bouteille de bière est de 5 à 9 grâce au système de la consigne, il peut être optimisé à 20 et même jusqu'à 50 en cas de conditions favorables. Les bouteilles individualisées comportant des marques spécifiques à des brasseries ont un taux moindre.
- Contrôle : Les bouteilles réemployées sont inspectées par des machines (Empty Bottle Inspector ou EBI) qui les trient et les éliminent en cas de : dommage au goulot, saleté non lavable, rayures ou usures prononcées qui se brisent souvent lors du lavage à 85 °C ou lors du remplissage à une pression supérieure à 4,0 bars.

Un nouveau modèle économique est apparu avec les bouteilles PET, qui ne sont pas réutilisées, mais recyclées en tant que matériau. En dépit d’un avantage écologique moindre, il permet des gains de poids et de non-casse sur le plan économique.

### Articles connexes

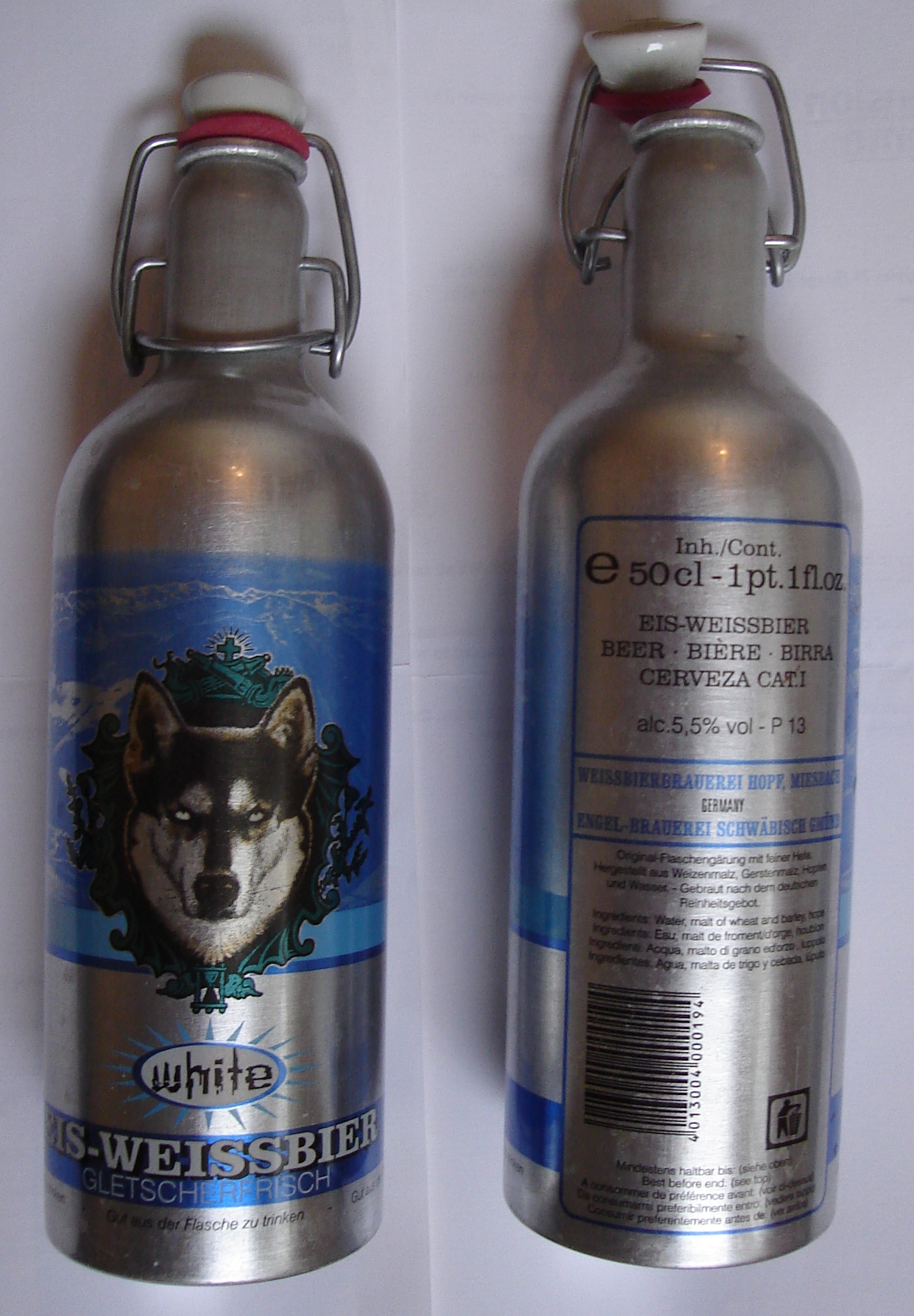
Bouteilles en métal.